# Condado de Marion (Virgínia Ocidental)
O Condado de Marion é um dos 55 condados do estado norte-americano da Virgínia Ocidental. A sede do condado é Fairmont, que é também a sua maior cidade. O condado tem uma área de 805 km² (dos quais 5 km² estão cobertos por água), uma população de 56 418 habitantes, e uma densidade populacional de 71 hab/km² (segundo o censo nacional de 2010). O condado foi fundado em 1842 e recebeu o seu nome em homenagem a Francis Marion (1732-1795), general que participou na Guerra da Independência dos Estados Unidos.